# Fan-Out-Effekt
Unter dem Fan-Out-Effekt (engl. Ausfächern) versteht man im Offsetdruckverfahren die Breitendehnung des Papiers durch Feuchtung oder Spannung auf das Papier während des Drucks. Durch die Dehnung des Papiers, welches im Mehrfarbdruck die Farbwalzen einzeln durchläuft, entstehen Passerdifferenzen, die durch eine elektronische Regelung des Papierlaufs innerhalb der Maschine korrigiert werden können.